# ЗИЛ (станция метро, Троицкая линия)
«ЗИЛ» — пусковая конечная станция Троицкой линии Московского метрополитена. Будет связана пересадкой с одноимёнными станциями МЦК и Бирюлёвской линии. Расположится на улицах Лисицкого и Братьев Рябушинских у пересечения с проспектом Лихачёва, на территории бывшей промзоны «ЗИЛ» в Даниловском районе. Открыть станцию планируется в 2025 году в составе участка «ЗИЛ» — «Новаторская».

## Строительство
Строительство станции началось в 2021 году в рамках масштабного проекта реорганизации промзоны завода имени Лихачёва. Прокладка правого перегонного тоннеля до станции «Крымская» началась в августе, левого — в сентябре 2022 года. Были организованы оборотные тупики для разворота поездов. Проект станции предусматривает один наземный вестибюль с выходом к улице Лисицкого и проспекту Лихачёва неподалёку от парка «Тюфелева роща». 6 ноября 2024 полностью завершены отделочные работы
21 марта 2024 года мэр Москвы Сергей Собянин утвердил название станции — «ЗИЛ».